# Ilhas Virgens Americanas nos Jogos Pan-Americanos de 2007
As Ilhas Virgens Americanas competiram nos Jogos Pan-Americanos de 2007 no Rio de Janeiro, no Brasil.

## Desempenho

### Basquetebol
Masculino
- Fase de grupos
  - Derrota para o BRA Brasil, 81-86
  - Derrota para PUR Porto Rico, 57-62
  - Vitória sobre o CAN Canadá, 74-67
- Classificação 5º-8º lugar
  - Derrota para os USA Estados Unidos, 58-84
- Disputa pelo 7º lugar
  - Derrota para o CAN Canadá, 60-69 → 8º lugar